# Институт Жоржа Портманна
Институт Жоржа Портманна (фр. Insitut Georges Portmann) — научно-исследовательский институт оториноларингологии, расположенный в Бордо, Франция. Учёные института занимаются вопросами микрохирургии уха, диагностики и лечения тугоухости в детском возрасте, функциональной риносептопластики, функциональной и радикальной хирургии на околоносовых пазухах, ларингохирургии. Носит имя знаменитого французского врача, оториноларинголога, политика Жоржа Портманна (1890-1995).
Научная школа оториноларингологов Бордо во многом связана с именем Эмиля Мура (1955-1941). Широко известен как хирург, предложивший доступ при радикальных операциях на околоносовых пазухах, а также как основатель журнала «Revue mensuelle de Laryngologie, d'Otologie et de Rhinologie». Пожертвовал свою виллу для строительства клиники St. Augustin (является ныне основной базой института). Позднее его дело продолжил зять — Жорж Портманн. Жорж Портманн известен трудами по изучению функции внутреннего уха, циркуляции жидкостей лабиринта, разработке модели эндолимфатического гидропса, внедрению в оториноларингологию микроскопии, разработке микрохирургических вмешательств по поводу отосклероза, совершенствованию техник тимпанопластики, разработке и применению транстемпоральных доступов к объёмным процессам мосто-мозжечкового угла. Не менее известными отохирургами являются и внук и правнук Эмиля Мура — Мишель Портманн и Дидье Портманн, в разное время возглавлявшие Институт.
Институт Жоржа Портманна известен и на постсоветском пространстве. Здесь проходили стажировку киевские профессора Юрий Александрович Сушко и Олег Николаевич Борисенко, последний в октябре 2015 года избран Международным президентом Института Жоржа Портмана.